# Momie : La Résurrection (film)
Momie : La Résurrection (The Mummy Lives) est un film américain réalisé par Gerry O'Hara, sorti en 1993.

## Synopsis
Une jeune femme prénommée Sandra, ressemblant trait pour trait à une ancienne prêtresse gisant dans un sarcophage découvert par un groupe de scientifiques, arrive au Caire. C'est alors que la malédiction de la momie peut s'accomplir.

## Distribution
- Tony Curtis : Aziru / Dr. Mohassid
- Greg Wrangler : Dr. Carey Williams
- Leslie Hardy : Sandra Barnes / Kia
- Jacques Cohen : Lord Maxton